# Kerstin Lorenz
Kerstin Bärbel Lorenz (* 14. Juli 1962 in Dresden; † 7. September 2005 ebenda) war eine deutsche Politikerin. Sie kandidierte für die Nationaldemokratische Partei Deutschlands (NPD) zur Bundestagswahl 2005, starb jedoch elf Tage vor dem Wahltag.

## Politik
Lorenz trat 1994 den Republikanern (REP) bei und war zunächst Pressesprecherin im Kreisverband Weißeritzkreis. Von 1998 bis 2002 war sie Mitglied im Bundesvorstand der Partei. Sie wurde stellvertretende sächsische Landesvorsitzende und schließlich im März 2000 Landesvorsitzende in Sachsen.
Gegen den Willen des Bundesvorstandes der REP zog sie deren geplante Teilnahme an der Landtagswahl in Sachsen am 19. September 2004 zurück und rief zur Wahl der NPD auf. Die Republikaner strengten ein Parteiausschlussverfahren gegen Lorenz an, dem sie durch ihren Austritt zuvorkam. Einen Tag vor der Wahl trat sie in die NPD ein. Die Partei erhielt 9,2 % der Stimmen und zog in den sächsischen Landtag ein. Seitdem arbeitete Lorenz, gelernte Köchin und zuvor als Kauffrau tätig, als Mitarbeiterin der NPD-Landtagsfraktion.
Lorenz trat als Direktkandidatin der NPD zur Bundestagswahl 2005 im Wahlkreis 160 (Dresden I) an. Bei einer Wahlkampfkundgebung der NPD am 5. September erlitt sie einen Schlaganfall und fiel ins Koma. Der Hirntod trat am 6. September ein. Am 7. September wurde sie für tot erklärt. Daraufhin ordnete die sächsische Landeswahlleitung im betroffenen Wahlkreis eine Nachwahl am 2. Oktober an. Die Nachwahl fand aufgrund des knappen Ausgangs in den anderen Wahlkreisen große Beachtung, weil vom Ergebnis die genaue Zahl der Überhangmandate der CDU in Sachsen abhing und rechnerisch die Möglichkeit bestand, dass die SPD vor der CDU/CSU die stärkste Bundestagsfraktion würde.
Bei der Wahl ersetzte Franz Schönhuber Lorenz als NPD-Kandidat und erhielt 2,42 % der Erststimmen. Er starb acht Wochen nach der Wahl am 27. November 2005. Gewählt wurde Andreas Lämmel (CDU), was zu Verschiebungen der Mandatsträger zwischen einzelnen Landeslisten gegenüber der vorläufigen Berechnung führte.

## Persönliches
Kerstin Lorenz war verheiratet und hatte zwei Kinder.
Sie starb im September 2005 im Alter von 43 Jahren.